# Fabio Toncelli
Fabio Toncelli (...) è un regista, sceneggiatore e direttore della fotografia italiano.

## Biografia
Documentarista e autore televisivo, ha scritto - da solo o in collaborazione - numerose sceneggiature, tra le quali, nel 1988, insieme a Luca Morsella anche un western di Sergio Leone, Un posto che solo Mary conosce, un film che avrebbe dovuto essere interpretato da Mickey Rourke e Richard Gere.
I soggetti dei suoi numerosi documentari spaziano dalle storie di avventura estrema (Flying over Everest), alle tematiche storiche (fra cui: Liberate il Duce!, Il Naufragio dell'Andrea Doria, Mussolini 25 luglio: la caduta, Sacrificate Cassino!) fino a quelle naturalistiche (Il mistero del lupo, Sfida nella Foresta), campo nel quale ha firmato per diversi anni come autore e capo-progetto il programma Missione Natura prodotto dalla tv LA7, l'unica serie tutta italiana di documentari naturalistici dedicati agli animali, interamente realizzata sul campo negli ambienti selvaggi dei cinque continenti.
Grazie alla formazione nella ricerca storica durante gli studi universitari, la caratteristica dei suoi documentari, oltre allo stile fortemente visivo e narrativo, è la ricerca documentale originale che ne sta alla base, che ha portato in qualche caso alla scoperta di importanti documenti storici inediti, come un verbale inedito della seduta del Gran Consiglio del Fascismo del 25 luglio '43 o la relazione segreta della Marina Militare Italiana sul naufragio dell'Andrea Doria avvenuto nel 1956.
Dal 2015 firma e conduce per Raitre "Cacciatore di Paesaggi", brevi documentari sugli aspetti più spettacolari ed inediti del paesaggio italiano, trasmessi all'interno del programma "Kilimangiaro" di Raitre.
Dal 2013 appare anche come l'Inviato nella Storia nel programma di prima serata di Raitre La Grande Storia, un format dove esplora luoghi dimenticati o inediti, spesso spettacolari, legati ai grandi eventi storici.
Dal 2011 al 2013 è stato per tre edizioni consecutive il Direttore Artistico del BFF - Bellaria Film Festival, manifestazione internazionale incentrata sul cinema del reale.
Dal 2020 insegna Sceneggiatura del documentario, alla LUISS Business School, Master in Media Entertainment – Major Writing School for Cinema & Television, dopo aver tenuto cicli di lezioni sui documentari storici e naturalistici all'Università di Roma Tre, Master di Scienze Politiche e all'Istituto di Stato per la Cinematografia e la Tv "Roberto Rossellini" di Roma.

## Filmografia

### Regista
- Sfida nella foresta (2002)
- Il mistero del lupo (2003)
- Flying over Everest (2004)
- Il naufragio dell'Andrea Doria - La verità tradita (2006)
- Ortona 1943 - Un Natale di Sangue (2008)
- La battaglia di Cassino (2009)
- Liberate il Duce! (2010)
- Mussolini 25 luglio: la caduta (2013)
- La guerra in diretta (2014)
- 2 dicembre 1943:Inferno su Bari (2014)
- La guerra in diretta (2014)
- Soratte, i misteri del Monte del Diavolo (2015)
- I luoghi della Repubblica: 70 anni dal referendum monarchia-repubblica (2016)
- Operazione Quercia (2017)
- Morte dal Cielo: viaggio nei bunker italiani dalla Seconda Guerra Mondiale alla Guerra Fredda (2018)
- Sacrificate Cassino! Tutti gli inganni della battaglia più lunga (2020)

## Riconoscimenti
Nel 2007 la televisione pubblica americana PBS ha inviato nella selezione ufficiale per concorrere agli Emmy Awards Il naufragio dell'Andrea Doria – La verità tradita e nel 2009 il suo Ortona 1943 – Un Natale di Sangue ha ricevuto la candidatura ai prestigiosi World Television Awards a Banff in Canada (2009 BANFF World Television Awards: Nominees History & Biography Programs).
I suoi film hanno ottenuto numerosi riconoscimenti, in Italia e all'estero, fra cui:
- Inka Fest – Mountain Film Festival: Premio Mejor Película de Aventura 2010
- Festival Santander de Cantabria: Premio Especial de Jurado 2006
- Leggimontagna-  Primo Premio Audiovisivi 2006
- Wild Scenic Environmental Film Festival, Nevada City USA – Prize Most Inspiring Adventure Film 2006
- Mountainfilm in Telluride: Prize Best Adventure Film 2005
- Castellana Grotte International Film Festival – Premio Politecnico di Bari 2005
- Cervino Cinemountain International Film Festival:- Premio Speciale della Giuria 2005
- Festival International du Film d'Aventure de Dijon:- Mentions Spéciales du Jury 2005
- Gran Paradiso International Nature Film Festival – Trofeo Stambecco d'Oro: Premio Speciale "Marisa Caccialanza" Migliore Film Italiano 2005
- Horolezcky Filmovy Festival – Teplice nad Metujì: Prize “Man and Mountains" 2005
- Montreal International Adventure Film Festival: First Prize 2005
- Moscow International Festival of Mountaineering and Adventure Films "Vertical": Prize “Sport Estreme” 2005
- USA International Film and Video Festival: Prize “Silver Screen”2005
- New Zealand Wildsouth International Science Film Festival: Prize “Best adventure Film” 2005
- Chamois International Film Festival: Primo Premio 2004
- Festival International du Film de Vol Libre de Coupe Icaro: Prix de l'Exploit 2004
- Film Festival della Lessinia: Premio Parco Naturale Regionale della Lessinia 2004
- Internationales Bergfilm Festival Tegernsee: Honorary Mention 2004